# Thanh Tân, Thanh Hà
Thanh Tân là một xã thuộc huyện Thanh Hà, tỉnh Hải Dương, Việt Nam.

## Địa lý
Xã Thanh Tân có diện tích 10,26 km², dân số năm 2022 là 10.248 người, mật độ dân số đạt 998 người/km².

## Lịch sử
Ngày 24 tháng 10 năm 2024, Ủy ban Thường vụ Quốc hội ban hành Nghị quyết số 1250/NQ-UBTVQH15 về việc sắp xếp đơn vị hành chính cấp xã của tỉnh Hải Dương giai đoạn 2023 – 2025 (nghị quyết có hiệu lực từ ngày 1 tháng 12 năm 2024). Theo đó, thành lập xã Thanh Tân thuộc huyện Thanh Hà trên cơ sở toàn bộ 4,91 km² diện tích tự nhiên, quy mô dân số là 4.671 người của xã Thanh Xá và toàn bộ 5,35 km² diện tích tự nhiên, quy mô dân số là 5.577 người của xã Thanh Thủy.
Xã Thanh Tân có 10,26 km² diện tích tự nhiên và quy mô dân số là 10.248 người.